# Tréminis
Tréminis ist eine französische Gemeinde mit 201 Einwohnern (Stand: 1. Januar 2022) im Département Isère in der Region Auvergne-Rhône-Alpes (vor 2016: Rhône-Alpes). Sie gehört zum Arrondissement Grenoble und zum Kanton Matheysine-Trièves.

## Geographie

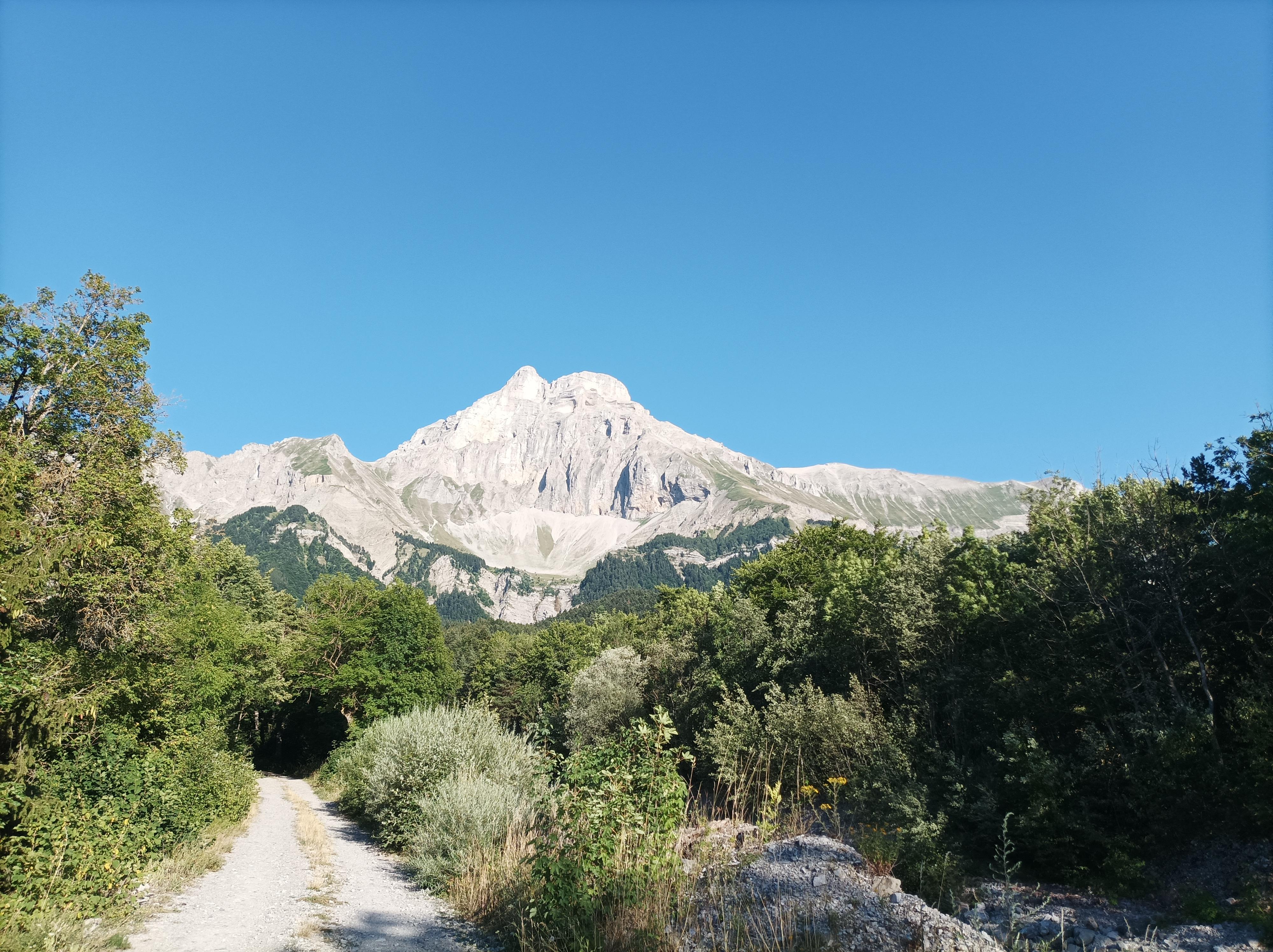
Grand Ferrand

Tréminis ist die südlichste Gemeinde des Départements Isère. Sie liegt an den Quellen des Ébron in der Landschaft Trièves und am Nordwestrand des Dévoluy-Massivs, etwa 50 Kilometer südlich von Grenoble. Im Süden grenzt Tréminis an das Département Drôme, im Südosten an das Département Hautes-Alpes. Umgeben wird Tréminis von den Nachbargemeinden Saint-Baudille-et-Pipet im Norden, Pellafol im Nordosten, Agnières-en-Dévoluy im Osten, Lus-la-Croix-Haute im Süden und Südwesten, Lalley im Westen sowie Prébois im Nordwesten. Die höchsten Erhebungen im Gemeindegebiet von Tréminis bilden die Gipfel des 2758 m hohen Grand Ferrand und der 2697 m hohen Tête de la Cavale.

## Bevölkerungsentwicklung
| Jahr                       | 1962 | 1968 | 1975 | 1982 | 1990 | 1999 | 2006 | 2016 | 2021 |
| -------------------------- | ---- | ---- | ---- | ---- | ---- | ---- | ---- | ---- | ---- |
| Einwohner                  | 294  | 260  | 207  | 191  | 173  | 172  | 164  | 180  | 193  |
| Quellen: Cassini und INSEE |      |      |      |      |      |      |      |      |      |

## Sehenswürdigkeiten
- katholische Kirche Saint-Pierre
- protestantische Kirche
- Kapelle Saint-Roch